# L'Été sans bras
L'Été sans bras ("L'estate senza braccia") è una scultura in bronzo dello scultore francese Aristide Maillol. Venne creata nel 1911 come studio preparatorio della sua opera L'estate, dalla quale si differenzia per l'assenza degli arti superiori. Ne esistono alcune versioni, la più celebre delle quali si trova in un viale dedicato a Maillol di Perpignano, nella Francia meridionale.

## Storia
Nel 1911, Aristide Maillol iniziò a lavorare all'Estate, un'opera facente parte di una serie commissionata dal collezionista russo Ivan Morozov. Il progetto iniziò con un torso acefalo e senza braccia o gambe, che con il proseguire dei lavori divenne L’Été sans bras, finché l'artista non vi aggiunse le braccia e concluse l'opera. L'Été sans bras rispecchia il pensiero di Maillol, secondo il quale "le braccia nascondono i profili" (e proprio per questo motivo che egli le scolpiva per ultime). Il modello in gesso senza braccia rimase nello studio dell'artista per molto tempo, almeno fino al 1934, poi ne vennero tratte delle fusioni in bronzo, inclusa quella perpignanese, che venne acquistata dalla città nel 2004.
Nel 2010, la statua a Perpignano venne rimossa dal suo piedistallo perché era stata leggermente urtata alla caviglia da un furgone in retromarcia, e quindi era necessario un restauro. Dopo alcuni mesi di assenza, l'opera tornò al suo posto nel febbraio del 2011 grazie all'intervento della fonderia Émile Godard de Malakoff, l'unica che può restaurare le opere dello scultore. L'opera è di dominio pubblico dal primo gennaio 2015, come il resto delle opere di Aristide Maillol.

## Descrizione
La statua, come la sua versione definitiva, è un'allegoria della stagione estiva, personificata da una donna in piedi, nuda tranne per il foulard in testa, il cui corpo è carnoso nelle forme e ondulato nella posa. L'assenza delle braccia permette una libertà maggiore di oscillazione che anima la donna, che dalla testa inclinata alla propria destra attraversa il busto rivolto a sinistra e giunge fino ai piedi. Il peso del corpo si concentra sulla gamba sinistra. Oltre alla versione delle Allées Aristide Maillol di Perpignano, nella medesima città se ne conserva una versione nel museo Hyacinthe Rigaud, mentre un'altra si trova nei giardini del palazzo nazionale di Barcellona, in Spagna, ed è nota ai catalani come Tors de l'estiu ("Busto dell'estate").